# Ponte di Legno
Ponte di Legno (lombardul: Put de Lègn) település Olaszországban, Lombardia régióban, Brescia megyében. Lakosainak száma 1745 fő (2023. január 1.). Ponte di Legno Edolo, Peio, Saviore dell’Adamello, Spiazzo, Valfurva, Vermiglio, Vezza d’Oglio, Vione, Sondalo és Temù községekkel határos.

## Népesség
A település lakossága az elmúlt években az alábbi módon változott:
| Lakosok száma | 1726 | 1730 | 1745 |
|               | 2017 | 2018 | 2023 |